# Christoph Carl von Brandenstein
Christoph Carl von Brandenstein, född 1593, död 1640, var en tysk riksgreve, finansman och äventyrare.
von Brandenstein var först i sachsisk tjänst, och knöt under sin tid här viktiga förbindelser i Wien och förvärvade sig riksgrevevärdigheten 1630. Han trädde kort därpå i förbindelse med Gustav II Adolf och försökte vinna den sachsiske kurfursten för Sverige. Han lovade också att ordna fram stora penningsummor åt Gustaf Adolf mot säkerhet av de besatta tyska områdena och utnämndes strax före kungens död till svensk storskattmästare. I början av 1633 köpte von Brandenstein för 1 miljon daler flera av de av svenskarna besatta tyska områdena, vilka han som furste skulle inneha. En tid därefter inköpte han även stiften Halberstadt och Magdeburg. 
von Brandenstein blev samma år även Heilbronnförbundets skattmästare och gjorde det och Sverige en stor tjänst, då han sommaren 1633 stillade myteriet i armén, varvid han personligen åtog sig stora förpliktelser. Hans köp av de svenska områdena i Tyskland blev dock aldrig av, då von Brandenstein inte kunde få fram pengasumman för köpet, och han tvingades även lämna sin skattmästarpost. Han sökte därefter medla fred, dels mellan Sverige och kurfurstendömet Sachsen, därefter mellan kejsaren och Sverige utan kurfurstens vetskap. Von Brandenstein förlorade dock snart sitt förtroende på alla sidor, och arresterades slutligen av de sachsiske kurfursten på väg till Wien 1637, och avled i fängelset.